# NGC 1432
NGC 1432 è una nebulosa a riflessione visibile entro l'ammasso aperto delle Pleiadi, nella costellazione del Toro.
Si tratta della nebulosa che circonda la stella Maia, uno dei membri più luminosi dell'ammasso delle Pleiadi, ed è stata scoperta sul finire dell'Ottocento da Paul-Pierre e da Mathieu-Prosper Henry; la nube riceve la luce e la radiazione ultravioletta della sua stella centrale, emettendo una luce bluastra che la rende ben visibile anche in un telescopio amatoriale di media potenza, mentre è molto ben evidente nelle foto a lunga posa, essendo una delle nebulose a riflessione più brillanti dell'ammasso. La nube ha una forma a semisfera o di una sfera cava, sul cui bordo inferiore si trova la stella Maia; le polveri e i gas illuminati si trovano estremamente vicini ad essa, a una distanza che è stata quantificata fra 0,01 e 0,3 parsec. La distanza, compatibile con quella delle Pleiadi, è di circa 135 parsec (440 anni luce).